# Горячко, Прокофий Васильевич
Прокофий Васильевич Горячко (1877 — 1942, Севастополь, Крымская АССР) — российский революционер. Участник гражданской войны в России. Член РКП(б).

## Биография
Родился в 1877 году. Прокофий Горячко как и вся его семья (дед, отец и мать) работал на Севастопольском морском заводе. Был одним из лидером меньшевиков в Севастополе. Являлся первым руководителем Союза рабочих и служащих металлообрабатывающих производств. Занимал пост секретаря организационного штаба военно-революционного отряда при Главном заводском комитете Севастопольского порта.
Во время выступления служащих порта против большевиков 11 апреля 1918 года участвовал в его подавлении. С апреля 1918 года — председатель исполкома Севастопольского Совета. Когда в Крым вошли немецкие войска Горячко присоединился к РКП(б). Находился в подполье. В июне 1920 года был арестован белогвардейской контрразведкой за участие в забастовке портовых рабочих и и выслан в Батуми.
Трижды встречался с Владимиром Лениным в Москве, где старался получить помощь для рабочих Севастопольского морского завода.
Воспитывал пятерых детей (Василия, Павла, Владимира, Татаьяну и Лидию), которые как и отец работали на Севморзаводе.
Скончался в 1942 году во время обороны Севастополя.